# Кукутень (река)
Кукуте́нь (Кукутени, рум. Cucuteni) — река в Румынии, левый приток Бахлуйца в бассейне Дуная, протекает по территории жудеца Яссы в регионе Молдова на северо-востоке страны.
Длина реки — 11 километров. Площадь водосборного бассейна 13 квадратных километров. Средний уклон — 1,9 м/км. Коэффициент извилистости — 1,05.
Берёт исток на высоте 306 м над уровнем моря около северо-западной окраины села Кукутени. Течёт в юго-восточном направлении. Устье у города Тыргу-Фрумос, на высоте 98 м над уровнем моря в 15 км от истока Бахлуйца.